# 徳島市立体育館

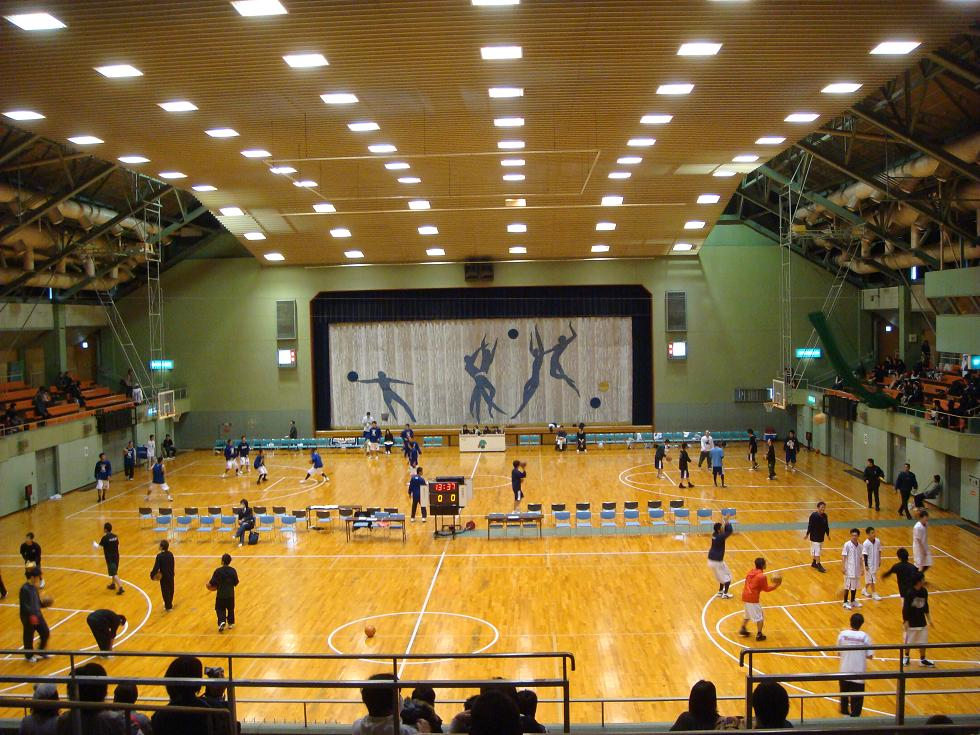
アリーナ

徳島市立体育館（とくしましりつたいいくかん）は、徳島県徳島市徳島町城内の徳島中央公園内にある体育館である。
設備の老朽化のため、移転建替が検討されており、候補地として旧徳島市立動物園跡地と、旧徳島県立徳島東工業高等学校跡地が挙げられている。

## 歴史
- 1978年9月30日竣工。
- 1979年11月30日、アントニオ猪木がボブ・バックランドからWWFヘビー級王座を奪取。
- 2007年バスケットボール男子アジア選手権の会場の1つになっている。
- 2008年2月、日本プロバスケットボールリーグ（bjリーグ）の高松ファイブアローズ（現：香川）が主催ゲームの会場として使用。
- 2023年、この年よりB3リーグに新規参入した徳島ガンバロウズのホームアリーナとして使用開始。

## 施設
- 延床面積 5,831.7平方メートル
- 観客収容人員 4,200人(2階固定席1,550席)
- 第1競技場
  - バレー3面
  - バスケット2面
  - 卓球22台
  - バドミントン10面
  - 体操
- 第2競技場
  - バレー2面
  - バスケット1面
  - 卓球8台
  - バドミントン6面